# Mistrzostwa Europy w Wioślarstwie 2009 – czwórka bez sternika wagi lekkiej mężczyzn
Czwórka bez sternika wagi lekkiej mężczyzn (LM4-) – konkurencja rozgrywana podczas Mistrzostw Europy w Wioślarstwie 2009 w Brześciu między 18 a 20 września.

## Harmonogram konkurencji
| Wydarzenie                  | Runda      |
| --------------------------- | ---------- |
| Piątek, 18 września 2009    | Eliminacje |
| Sobota, 19 września 2009    | Repasaże   |
| Niedziela, 20 września 2009 | Finał B    |
| Niedziela, 20 września 2009 | Finał A    |

## Medaliści
| Złoto                                                                                | Srebro                                                                                 | Brąz                                                                    |
| Francja · Jean-Christophe Bette · Fabien Tilliet · Franck Solforosi · Fabrice Moreau | Niemcy · Matthias Schömann-Finck · Jost Schömann-Finck · Jochen Kühner · Martin Kühner | Serbia · Nemanja Nešić · Miloš Stanojević · Nenad Babović · Miloš Tomić |

## Wyniki

### Eliminacje
Reguła kwalifikacji: 1 → FA, 2.. → R

#### Eliminacje 1
| Miejsce | Zawodnik                                                                  | Kraj       | Czas    | Uwagi |
| ------- | ------------------------------------------------------------------------- | ---------- | ------- | ----- |
| 1       | Jean-Christophe Bette Fabien Tilliet Franck Solforosi Fabrice Moreau      | Francja    | 6:09,86 | FA    |
| 2       | Nemanja Nešić Miloš Stanojević Nenad Babović Miloš Tomić                  | Serbia     | 6:21,17 | R     |
| 3       | Salvatore Di Somma Daniele Gilardoni Luca Motta Giorgio Tuccinardi        | Włochy     | 6:28,14 | R     |
| 4       | Aleksandr Czaukin Witalij Badulin Jewgienij Sinicyn Jurij Pszenicznikow   | Rosja      | 6:29,54 | R     |
| 5       | Rui Santos Frederico Gaspar Pedro Judice Costa André Pereira Araújo       | Portugalia | 6:44,06 | R     |
| 6       | Jauhienij Szymul Alaksandr Piatruszczyk Dzmitryj Kaczynski Witalij Łobacz | Białoruś   | 6:49,97 | R     |

#### Eliminacje 2
| Miejsce | Zawodnik                                                                                        | Kraj      | Czas    | Uwagi |
| ------- | ----------------------------------------------------------------------------------------------- | --------- | ------- | ----- |
| 1       | Matthias Schömann-Finck Jost Schömann-Finck Jochen Kühner Martin Kühner                         | Niemcy    | 6:08,58 | FA    |
| 2       | Jiří Kopáč Ondřej Vetešník Jan Vetešník Miroslav Vraštil                                        | Czechy    | 6:13,52 | R     |
| 3       | Rubén Álvarez Pedrosa Andreu Castellà Gasparín Juan Luis Fernandez Tomas Marc Franquet Montfort | Hiszpania | 6:16,09 | R     |
| 4       | Péter Lőrinczy Gergely Kitka Dávid Veréb István Dumitrás                                        | Węgry     | 6:19,82 | R     |
| 5       | Michael Stichauner Bernhard Sieber Dominik Sigl Christian Rabel                                 | Austria   | 6:24,17 | R     |
| 6       | Tomas Plauška Petras Leknius Mantas Leknius Vygantas Viršilas                                   | Litwa     | 6:43,19 | R     |

### Repasaże
Reguła kwalifikacji: 1-2 → FA, 3... → FB

#### Repasaże 1
| Miejsce | Zawodnik                                                                                        | Kraj       | Czas    | Uwagi |
| ------- | ----------------------------------------------------------------------------------------------- | ---------- | ------- | ----- |
| 1       | Nemanja Nešić Miloš Stanojević Nenad Babović Miloš Tomić                                        | Serbia     | 6:06,01 | FA    |
| 2       | Rubén Álvarez Pedrosa Andreu Castellà Gasparín Juan Luis Fernandez Tomas Marc Franquet Montfort | Hiszpania  | 6:08,90 | FA    |
| 3       | Péter Lőrinczy Gergely Kitka Dávid Veréb István Dumitrás                                        | Węgry      | 6:12,30 | FB    |
| 4       | Jauhienij Szymul Alaksandr Piatruszczyk Dzmitryj Kaczynski Witalij Łobacz                       | Białoruś   | 6:23,99 | FB    |
| 5       | Rui Santos Frederico Gaspar Pedro Judice Costa André Pereira Araújo                             | Portugalia | 6:34,75 | FB    |

#### Repasaże 2
| Miejsce | Zawodnik                                                                | Kraj    | Czas    | Uwagi |
| ------- | ----------------------------------------------------------------------- | ------- | ------- | ----- |
| 1       | Jiří Kopáč Ondřej Vetešník Jan Vetešník Miroslav Vraštil                | Czechy  | 6:07,08 | FA    |
| 2       | Salvatore Di Somma Daniele Gilardoni Luca Motta Giorgio Tuccinardi      | Włochy  | 6:09,09 | FA    |
| 3       | Michael Stichauner Bernhard Sieber Dominik Sigl Christian Rabel         | Austria | 6:11,74 | FB    |
| 4       | Aleksandr Czaukin Witalij Badulin Jewgienij Sinicyn Jurij Pszenicznikow | Rosja   | 6:17,83 | FB    |
| 5       | Tomas Plauška Petras Leknius Mantas Leknius Vygantas Viršilas           | Litwa   | 6:33,93 | FB    |

### Finał B
| Miejsce | Zawodnik                                                                  | Kraj       | Czas    | Uwagi |
| ------- | ------------------------------------------------------------------------- | ---------- | ------- | ----- |
| 1       | Michael Stichauner Bernhard Sieber Dominik Sigl Christian Rabel           | Austria    | 6:19,59 |       |
| 2       | Péter Lőrinczy Gergely Kitka Dávid Veréb István Dumitrás                  | Węgry      | 6:21,22 |       |
| 3       | Aleksandr Czaukin Witalij Badulin Jewgienij Sinicyn Jurij Pszenicznikow   | Rosja      | 6:26,34 |       |
| 4       | Jauhienij Szymul Alaksandr Piatruszczyk Dzmitryj Kaczynski Witalij Łobacz | Białoruś   | 6:31,25 |       |
| 5       | Tomas Plauška Petras Leknius Mantas Leknius Vygantas Viršilas             | Litwa      | 6:31,98 |       |
| 6       | Rui Santos Frederico Gaspar Pedro Judice Costa André Pereira Araújo       | Portugalia | 6:34,12 |       |

### Finał A
| Miejsce | Zawodnik                                                                                        | Kraj      | Czas     | Uwagi |
| ------- | ----------------------------------------------------------------------------------------------- | --------- | -------- | ----- |
|         | Jean-Christophe Bette Fabien Tilliet Franck Solforosi Fabrice Moreau                            | Francja   | 6:04,85  |       |
|         | Matthias Schömann-Finck Jost Schömann-Finck Jochen Kühner Martin Kühner                         | Niemcy    | 6:05,56  |       |
|         | Nemanja Nešić Miloš Stanojević Nenad Babović Miloš Tomić                                        | Serbia    | 6:06,88  |       |
| 4       | Jiří Kopáč Ondřej Vetešník Jan Vetešník Miroslav Vraštil                                        | Czechy    | 6:09,96  |       |
| 5       | Salvatore Di Somma Daniele Gilardoni Luca Motta Giorgio Tuccinardi                              | Włochy    | 06:12,01 |       |
| 6       | Rubén Álvarez Pedrosa Andreu Castellà Gasparín Juan Luis Fernandez Tomas Marc Franquet Montfort | Hiszpania | 6:20,04  |       |